# 17637 Blaschke
17637 Blaschke (1996 PA1) là một tiểu hành tinh vành đai chính được phát hiện ngày 11 tháng 8 năm 1996 bởi P. G. Comba ở Prescott.